# Anders Edenroth
Anders Wilhelm Edenroth, född 15 maj 1963 i Sollentuna församling, Stockholm, är en svensk sångare, kompositör och arrangör, mest känd som en av medlemmarna i The Real Group.

## Biografi
Edenroth började spela piano och sjunga i kör i unga år. Från åldern tio till tjugo studerade han på Adolf Fredriks musikklasser i Stockholm som har ett starkt fokus på körsång. Därefter fortsatte han sina studier vid Kungliga Musikhögskolan i Stockholm i fem år där han och hans studiekamrater bildade en a cappella-kvintett - The Real Group. 
Anders Edenroth har skrivit många egna låtar till The Real Group och arrangemang av välkända låtar från andra artister. Han har tilldelats anslag från den svenska Statens kulturråd och Svenska Tonsättares Internationella Musikbyrå (STIM) flera gånger. Han har också arbetat som keyboardist inom jazz och pop och skrivit musik för reklamfilmer och signaturmelodier till TV-program. Under åren har han utvecklat och producerat album för andra artister samt arrangerat musik för andra vokalgrupper, storband, symfoniorkestrar och scenshower. Från 1989 har han varit sångare på heltid med The Real Group. Han har sedan starten 1984 turnerat i fler än 40 länder och spelat in 19 album, varav  han också har producerat ett antal.